# 君悅會談
君悅會談是為了促成2024年中華民國總統選舉的在野陣營整合（藍白合），由中國國民黨總統參選人侯友宜、中國國民黨主席朱立倫、中華民國前總統馬英九、台灣民眾黨主席暨總統參選人柯文哲、已通過公民連署的無黨籍總統擬參選人郭台銘等5人及其幕僚人員，於2023年11月23日下午在台北君悅酒店舉行的公開會談，全程同時在電視及網路平台直播。該會談最終沒有達成共識，造成總統大選的藍白合在隔日宣告破局。

## 背景
2024年中華民國總統選舉中，民主進步黨總統參選人賴清德民調領先。由於該會談隔天便是正副總統候選人登記參選的最後一天，台灣民眾黨總統參選人柯文哲、中國國民黨總統參選人侯友宜、以及無黨籍總統參選人郭台銘，將在是次會談中如何取得共識和促成先前陷入僵局的合作，就成了外界焦點。

## 會談前各方動向

#### 柯文哲、民眾黨方
於當日上午先前往郭台銘家中會面，下午柯文哲競選辦公室發布新聞稿，提出正式邀約。呼籲3位在野總統參選人直接進行面對面對談。柯辦指出，柯文哲已正式邀請郭台銘、侯友宜今天下午於君悅飯店公開會面。

#### 國民黨方
上午在馬英九辦公室，與馬英九一起等候柯文哲的到來，但柯文哲始終沒有現身。 侯友宜則透過助手謝政達表示，侯辦有誠信和誠意推動在野團結，並重申邀請柯文哲和郭台銘前往馬辦舉行會談。馬英九表達非常期待柯文哲、郭台銘到馬辦開會，馬英九甚至開玩笑說「來馬辦開會不用付任何費用」，去君悅飯店反而要付費。

## 會談過程

#### 各方抵達會場
郭台銘方在下午2時25分抵達君悅飯店，並擺上正副總統候選人登記截止的倒數計時器。
下午4時，侯友宜、馬英九、朱立倫抵君悅與柯文哲郭台銘會面。

#### 郭台銘的立場
郭台銘見侯友宜有朱立倫、馬英九相陪入場，先語帶嘲諷指：「身為主人僅邀侯、柯，怎多了兩位重量級不速之客？（指朱立倫、馬英九）」
隨後又說既然成了黨內事務，非國家領導候選人的座談，那他就不克參與。便藉尿遁離開會場，和賴佩霞兩人於場外喝咖啡，並表示場內的民眾黨與國民黨在上一門統計學。

#### 柯文哲的立場
柯文哲首先評論侯友宜：「不需要一堆保母！」他強調，作為一名領導人，面對困難的能力是必須的。柯文哲還提到，藍、白合作的主要目的是為了贏得勝選。他質疑朱立倫提出的「侯柯配」組合，認為有更強的組合可用於選舉。

#### 国民党的回應
- 侯友宜先经过柯文哲同意后，念出私下簡訊談論勸退郭台銘事宜，令柯震怒、郭面容鐵青。後又強調，這是一場「團隊」合作，而非「淘汰賽」。他提到，根據雙方的協議，無論是侯柯或柯侯組合，都在誤差範圍內，意味着他們在競選上是平等的。侯友宜還提到，他的公務員生涯教會了他團隊精神的重要性，包括團隊榮譽和紀律。

- 朱立倫不滿郭台銘競選辦公室發言人黃士修指出國民黨黨內初選民調爭議，憤而偕侯、馬兩人離場。

- 馬英九表示其為見證人，原則上不發表意見。

#### 會議結束
記者會於晚上6時30分開始清場，由於場地租借時間僅到晚上7時，雙方在清場時不歡而散。

## 結果
由於朱立倫將侯友宜一行帶離會場，該次會談最終不歡而散。藍白合作在各方堅持立場的情況下，已是岌岌可危。
11月24日，民眾黨以柯文哲、吳欣盈為正副總統候選人，國民黨以侯友宜、趙少康為正副總統候選人，雙方先後前往中選會登記參選。至此，總統大選的藍白合作確定宣告破局。原通過連署的無黨籍正副總統參選人郭台銘、賴佩霞，同時宣布退出本次選舉。

## 爭議

### 黃士修與楊智伃互控性騷擾
當時在現場之國民黨發言人楊智伃於23日晚間發布多則限時動態指控郭辦發言人黃士修於台上「亂抓人」。，隔日，在黃楊二人互相指控彼此後，黃士修公布22秒影片，指楊智伃伸手突襲其胸。楊則回應希望黃士修走出自己的幻想世界。

## 軼事
該會談原定舉行地點——台北君悅酒店2538房一夕爆紅，該數字亦被不少人認定為發財密碼，紛紛前往投注站下注。